# Ágios Artémios
Ágios Artémios (en grec moderne : Άγιος Αρτέμιος en français : Saint Artème) est nommé en référence à Artème d'Antioche. Situé autour de l'église du même nom, il s'agit d'un quartier d'Athènes, en Grèce. Il se trouve à proximité de Výronas, des quartiers de Mets, Pangráti et du dème Dáfni-Ymittós.  L'artère principale du quartier est l'avenue Filolaou.

## Source
- (el) Cet article est partiellement ou en totalité issu de l’article de Wikipédia en grec moderne intitulé « Άγιος Αρτέμιος (Αθήνα) » (voir la liste des auteurs).